# ISOM
ISOM(International Symposium on Optical Memory)는 국제 광메모리 학회의 영문 이니셜을 따서 만든 것으로 일본에서 주최하는 국제 학회이다.
3년에 1회 하와이주에서 미국 광학회의 콘퍼런스인 광자료 저장 학회(ODS:Optical Data Storage)와 연합하여 ODS-ISOM 학회가 개최되는 것이 관례화되어 있다. 2008년에도 하와이에서 개최될 예정이다.
하와이에서 개최된 다음해에는 일본 국내에서 개최되고 그다음 해에는 아시아 여러 나라에서 유치하여왔다.